# 我們的烏克蘭
我們的烏克蘭（烏克蘭語：Наша Україна，在2009年7月中旬前為「我們的烏克蘭」人民聯盟）是成立於2005年的烏克蘭的中間偏右政黨。該黨目前是歐洲人民黨的觀察員。
我們的烏克蘭青年聯盟是該黨的青年組織。

## 歷史
該黨被認為是維克多·尤申科的選舉聯盟「我們的烏克蘭」的延伸。該黨在2005年3月5日開始運作，但未能吸引過去同一聯盟的各黨派，紛紛拒絕加入。
在首都基輔舉行党大会有有六千名各區黨代表出席的。会上，尤申科被推舉為榮譽主席（取得一號黨員證）。前副總理Roman Bezsmertnyi被選為黨主席團主席，Yuriy Yekhanurov 擔任中央執行委員會主席。
在2006年3月26日的議會選舉中，該黨加入新成立的「我們的烏克蘭」聯盟。在2007年9月30日的議會選舉中，該黨是我們的烏克蘭－人民自衛聯盟的一員，贏得烏克蘭議會450席中的72席。
2008年12月，烏克蘭獨立新聞社（Ukrainian Independent Information Agency，UNIAN）報導指出，「我們的烏克蘭」人民聯盟與團結中心（United Centre）黨將於2009年1月17日舉行合併大會。烏克蘭獨立新聞社還報導人民民主黨也可能加入。 不過，上述兩個事件並未發生。2008年10月，「我們的烏克蘭」人民聯盟已決定下次議會選舉不與任何其他政黨合作，只考慮加入尤申科的我們的烏克蘭－人民自衛聯盟，並表示與團結中心合作的想法是「不可能的」。
該黨的基輔分部，決定不參加2009年6月的黨大會，因為他們發現了黨的「破壞性」。 由我們的烏克蘭－人民自衛聯盟議員 Mykola Martynenko 所領導的基輔市黨部委員會在2009年7月1日退黨。他們提出了一份聲明：「第七屆黨大會已埋葬了基輔黨員對於黨的民主發展的最後希望……不幸的是，為政治利己主義的黨主席維克多·尤申科服務成為了黨存在的目的。」2009年8月19日，維克多·尤申科在最新民調的支持度滑落至3.8%，該黨亦打算參加下次議會選舉。

## 外部連結
- 我們的烏克蘭官方網站
- 我們的烏克蘭青年聯盟官方網站 （页面存档备份，存于）